# Bâtiment du Manège
Le bâtiment du Manège (en serbe cyrillique : Зграда Мањежа ; en serbe latin : Zgrada Manježa) est situé à Belgrade, la capitale de la Serbie, dans la municipalité urbaine de Savski venac. Construit entre 1936 et 1940, il est inscrit sur la liste des biens culturels de la ville de Belgrade.

## Présentation
Le bâtiment de l'école d'équitation a été construit vers 1860, à l'époque de la principauté de Serbie, pour l'escadron royal de cavalerie. Il était situé le long de l'actuelle rue Kralja Milana et était doté d'un étage. Après plusieurs décennies, l'école changea d'affectation et le Théâtre national de Belgrade s'installa temporairement dans les lieux ; le théâtre resta dans les murs jusqu'en 1927, quand le bâtiment fut détruit dans un incendie. L'architecte russe Nikola Krasnov prépara un plan et la reconstruction de l'édifice commença la même année. Un étage fut ajouté, ainsi qu'une extension au-dessus de la façade sud. La façade fut en plus décorée par une série de motifs et de figures architecturale par le sculpteur Vojislav Ratimirović Šikoparija.
Le théâtre rouvrit ses portes en 1929 et demeura dans le bâtiment jusqu'en 1931 ; il fut adapté pour y recevoir l'Assemblée nationale. Après la Seconde Guerre mondiale, en 1947, le bâtiment fut réadapté par l'architecte Momčilo Belobrk, pour y accueillir le nouveau Théâtre dramatique yougoslave. Ce nouveau théâtre était un édice moderniste et monumental, avec une façade simple et un portail d'entrée sans décoration.
Le bâtiment fut à nouveau la proie d'un incendie en 1997 et reconstruit selon les plans des architectes Zoran Radojičić et Dejan Miljković. L'emploi de nouveaux matériaux comme le verre et l'acier changea complètement l'apparence de l'ancienne structure. En revanche, la façade de Nikola Krasnov fut reconstruite et incorporée dans la façade de verre.